# Irena Koźmińska
Irena Koźmińska (ur. 1952) – polska działaczka społeczna, założycielka Fundację „ABCXXI – Cała Polska czyta dzieciom”, inicjatorka kampanii społecznej „Cała Polska czyta dzieciom”.

## Życiorys
Absolwentka VI Liceum Ogólnokształcącego im. Tadeusza Reytana w Warszawie. Ukończyła studia na Wydziale Handlu Zagranicznego Szkoły Głównej Planowania i Statystyki.
W latach 1978–1982 pracowała w redakcji publicystyki Polskiego Radia. Od 1994 do 2000 mieszkała w Stanach Zjednoczonych, gdzie jej mąż pełnił funkcje ambasadora RP. W 1995 założyła w Waszyngtonie fundację Breast Cancer Awareness Program for Poland, a później Child Awareness Program for Poland.
W 1998 założyła Fundację „ABCXXI – Cała Polska czyta dzieciom”, której celem stało się wspieranie psychicznego i emocjonalnego zdrowia dzieci i młodzieży, prowadzenie działań edukacyjnych i oświatowych. Irena Koźmińska objęła funkcję prezesa tej organizacji. Została także przewodniczącą Porozumienia Dzieci Pod Ochroną i sekretarzem Międzynarodowego Centrum na rzecz Dzieci Uprowadzonych i Wykorzystywanych.
W 2001 zainicjowała kampanię społeczną „Cała Polska czyta dzieciom”, mającą w szczególności na celu zachęcanie rodziców, nauczycieli i pozostałych dorosłych do poświęcenia co najmniej dwudziestu minut dziennie na czytanie dzieciom. Akcja ta jest kontynuowana od tego czasu, wzorowana na niej została również czeska inicjatywa „Celé Česko čte dětem” pod patronatem Václava Havla. Podobne programy pojawiły się także na Słowacji („Celé Slovensko čita detiom”) oraz Litwie („Visa Lietuva skaito vaikams”). W 2011 Irena Koźmińska zainicjowała akcję „All of Europe Reads to Kids”.
Jest autorką książki dla dzieci – Przygody Fonia i Bibulka (Młodzieżowa Agencja Wydawnicza, Warszawa 1988). Wspólnie z Elżbietą Olszewską napisała Z dzieckiem w świat wartości (Świat Książki, Warszawa 2007) oraz Wychowanie przez czytanie (Świat Książki, Warszawa 2010). Publikowała również artykuły poświęcone kwestiom wychowania m.in. w „Polityce”.
Żona Jerzego Koźmińskiego, dyplomaty i urzędnika państwowego.

## Odznaczenia, wyróżnienia i nagrody
W 2011 prezydent Bronisław Komorowski odznaczył ją Krzyżem Oficerskim Orderu Odrodzenia Polski. Wyróżniona również Orderem Uśmiechu i Srebrnym Medalem „Zasłużony Kulturze Gloria Artis” (2005), Medalem Komisji Edukacji Narodowej (2011) oraz Perłą Honorową Polskiej Gospodarki w kategorii krzewienie wartości społecznych (2014). Otrzymała też Nagrodę im. Stefanii Światłowskiej (przyznawaną przez środowisko VI Liceum Ogólnokształcącego w Warszawie).